# Cass Gilbert
Cass Gilbert (Zanesville, Ohio, 29 de noviembre de 1859-Brockenhurst, Inglaterra, 17 de mayo de 1934) fue un arquitecto pionero estadounidense. Gilbert fue un temprano defensor de los rascacielos, habiendo hecho trabajos como el Edificio Woolworth. Gilbert fue también el responsable de numerosos museos y bibliotecas (Museo de Arte de San Luis), edificios de Capitolios estatales (el Capitolio de Virginia Occidental, por ejemplo) así como iconos arquitectónicos públicos como el edificio de la Corte Suprema de Estados Unidos. Sus edificios públicos, construidos al estilo de Bellas Artes, reflejan el sentido optimista estadounidense de que su país era el heredero de la democracia griega, el derecho romano y el humanismo del Renacimiento. Los logros de Gilbert le fueron reconocidos en vida, ya que ocupó el cargo de presidente del American Institute of Architects de 1908 a 1909.

## Sus comienzos
Gilbert nació en Zanesville, Ohio, siendo el mediano de tres hermanos, y fue llamado Cass en honor al hombre de estado Lewis Cass, a quien apenas conoció. El padre de Gilbert, era un conocido topógrafo de la United States National Geodetic Survey. Cuando Gilbert tenía nueve años, su familia se trasladó a Saint Paul, Minnesota, donde fue criado por su madre, tras la muerte de su padre. Después de estudiar en una cercana escuela preparatoria en Minneapolis, Gilbert dejó el Macalester College, antes iniciar su carrera arquitectónica haciéndose socio, a la edad de 17 años, de la Oficina de Abraham M. Radcliffe, en Saint Paul. En 1878, Gilbert se matriculó en el programa de arquitectura en MIT.

## Carrera profesional
Gilbert, más tarde, trabajó durante un tiempo con la firma McKim, Mead & White, antes del comienzo de unas prácticas en Saint Paul, con James Knox Taylor. Gilbert construyó una serie de casas y edificios de oficinas (el Edificio Endicott de Saint Paul, todavía considerado como una joya, y muchas de sus casas más significativas, están todavía en pie en la Gran Avenida de Saint Paul) en Minnesota antes de diseñar el Alexander Hamilton U.S. Custom House de Nueva York (en la actualidad casa del George Gustav Heye Center). Sus edificios públicos son del estilo de Bellas Artes, y reflejan el sentido optimista americano de que su nación es la heredera de la democracia griega, del derecho romano y del humanismo de Renacimiento.

## Impacto histórico
Al diseñar el Edificio Woolworth Gilbert se convirtió en uno de los constructores de rascacielos pioneros, aunque consciente del innovador trabajo hecho por los arquitectos de Chicago con los rascacielos, se asoció con el legendario Daniel Burnham y su técnica de revestimiento con marco de acero se convirtió en el modelo a seguir durante décadas. Los modernistas se rindieron ante sus trabajos: Alfred Stieglitz inmortalizó el Edificio Woolworth en una famosa serie de fotografías y John Marin creó varias pinturas del mismo edificio; Frank Lloyd Wright elogió las líneas del edificio, aunque criticó su ornamentación.
Gilbert fue uno de los arquitectos más célebres de Estados Unidos, diseñando rascacielos en Nueva York y Cincinnati, recintos universitarios como el del Oberlin College y el de la Universidad de Texas, los Capitolios estatales de Minnesota y Virginia Occidental, las torres de apoyo del Puente de George Washington, varias estaciones de ferrocarril (incluyendo la Union Station de New Haven), y el edificio de la Corte Suprema de Estados Unidos en Washington D. C. Su reputación disminuyó entre algunos profesionales durante el Modernismo, pero él formaba parte del comité de dirección que aprobó el innovador diseño modernista del Rockefeller Center de Manhattan. Considerando el conjunto de trabajos de Gilbert, eran más eclécticos de lo que los críticos admitían.

## Galería

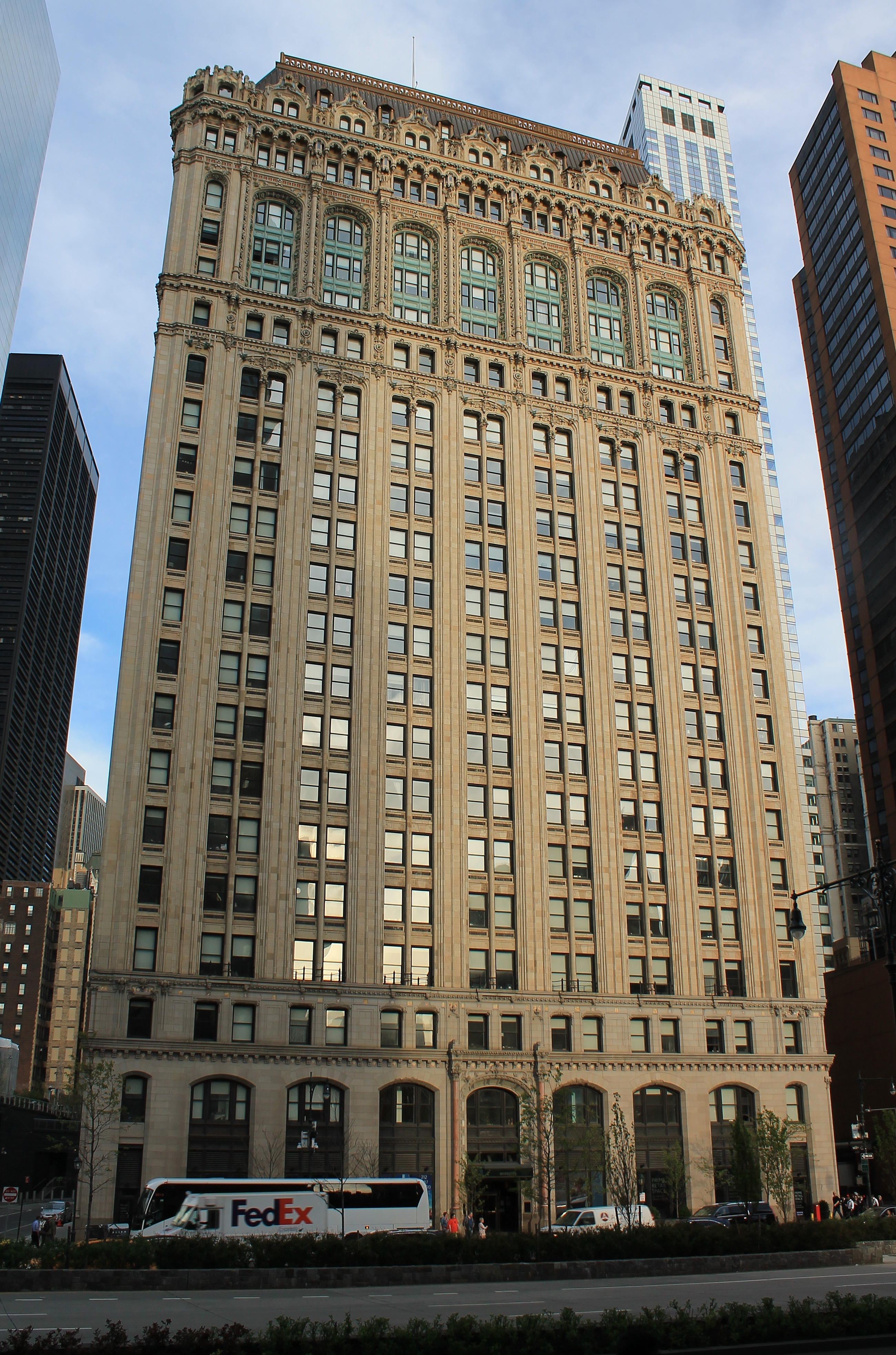
90 West Street, Nueva York, 1903
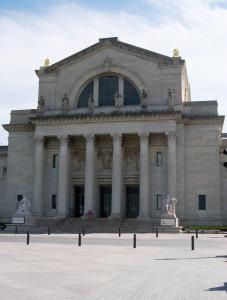
Museo de Arte de San Luis, 1904.
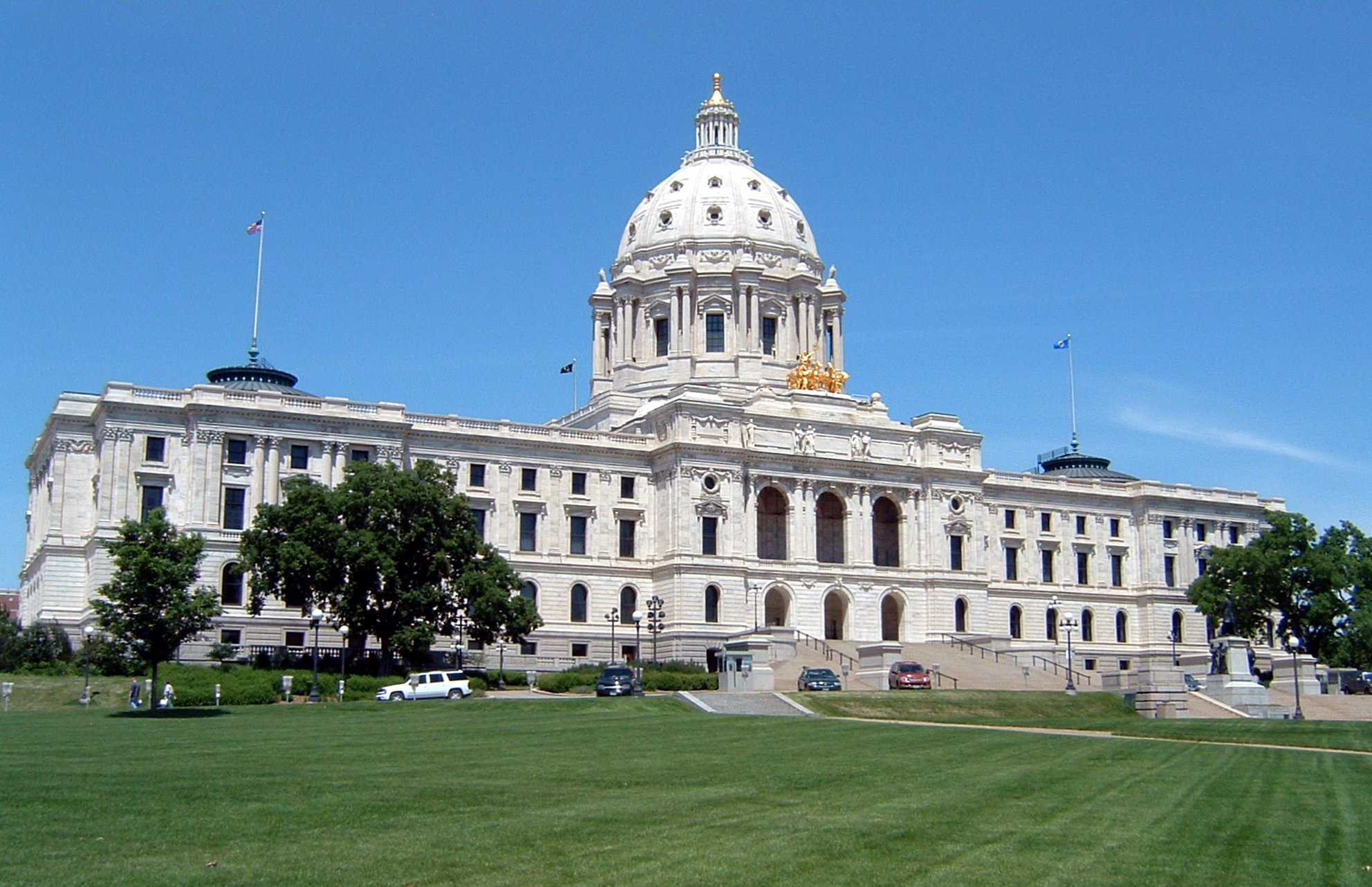
Capitolio de Minnesota, 1895-1905
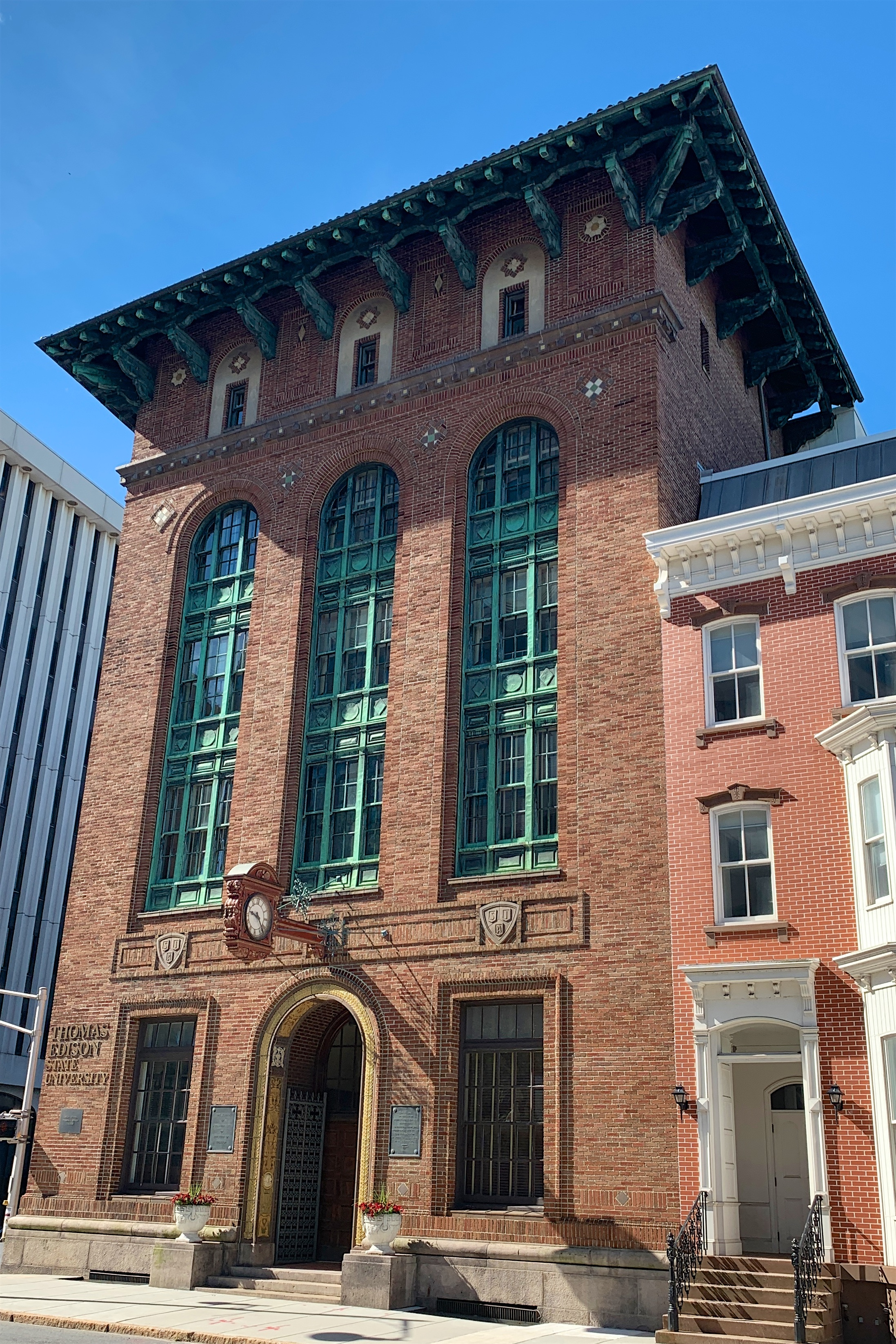
Kelsey Building, 1911.
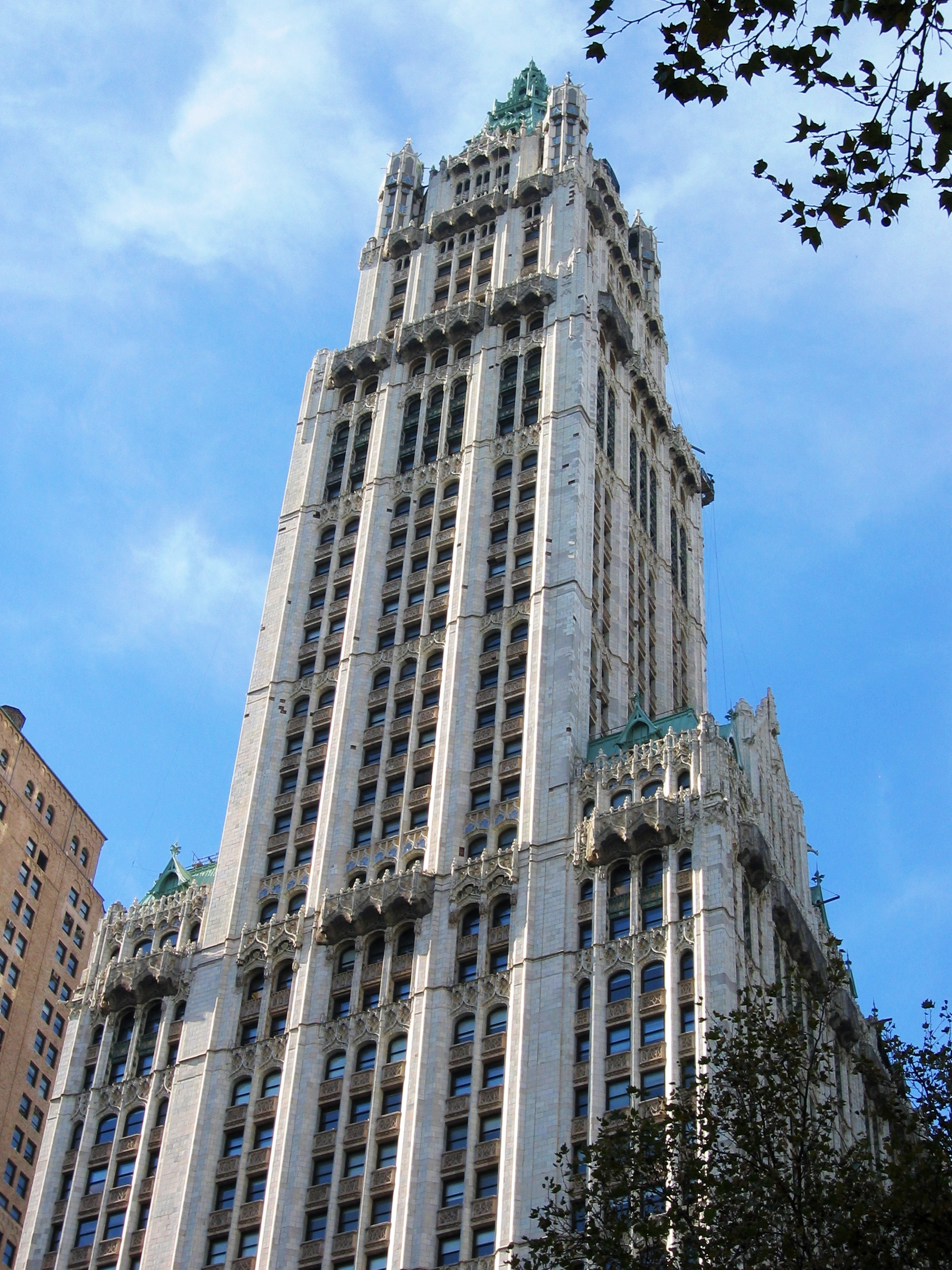
El Woolworth Building, Nueva York 1913
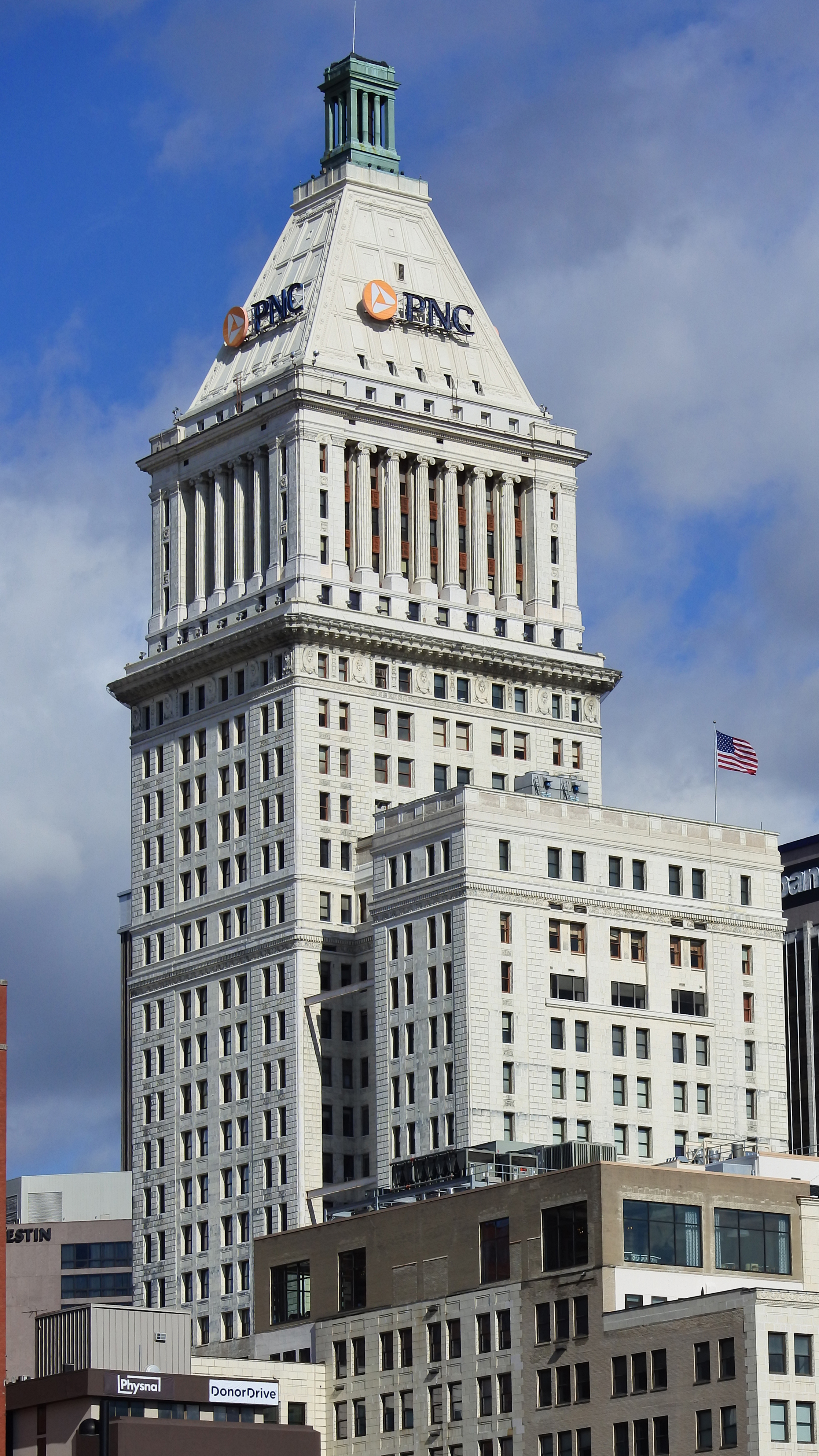
PNC Tower, Cincinnati, 1913.
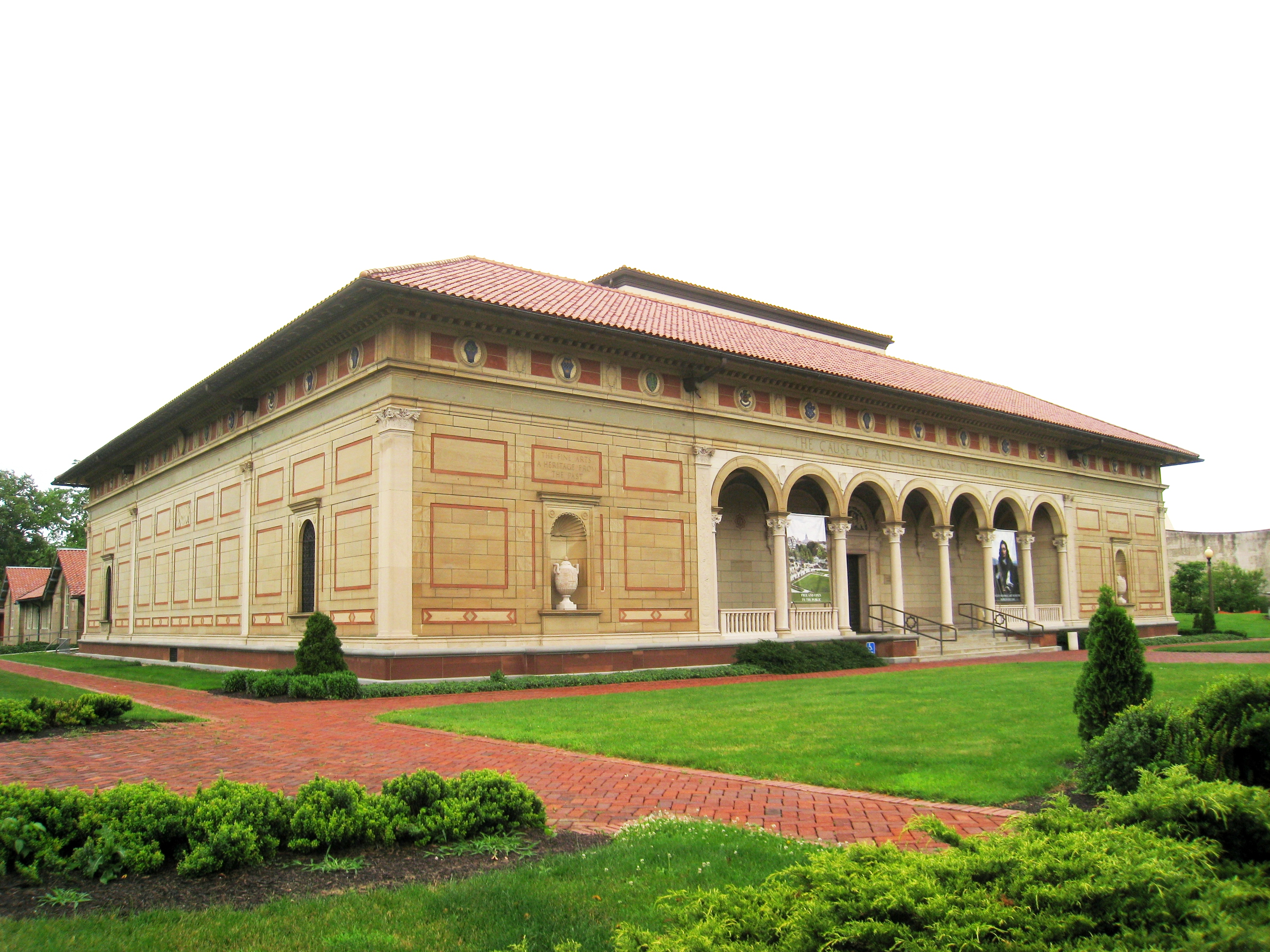
The Allen Memorial Art Museum en el Oberlin College, 1917.
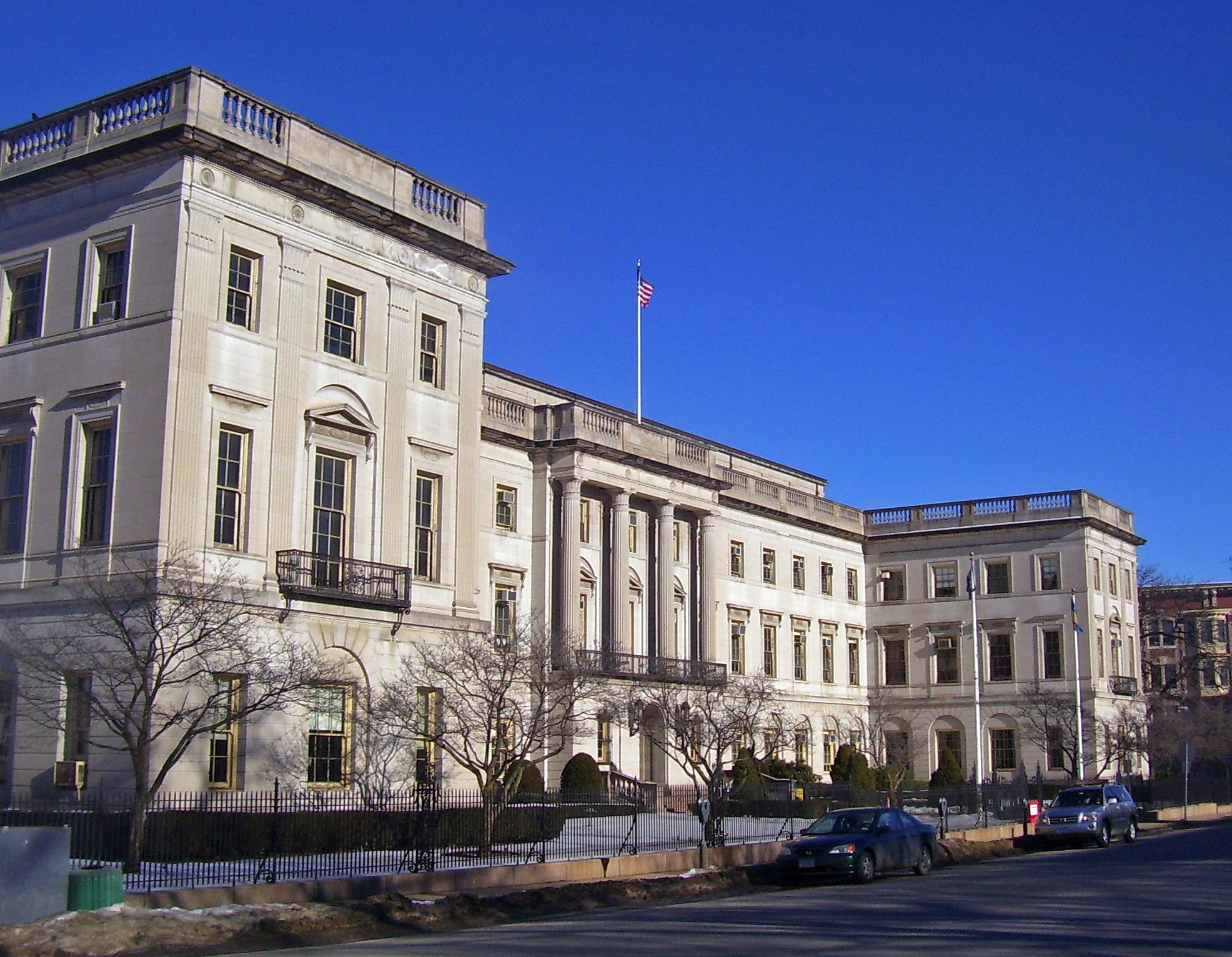
Chase Building, Waterbury, Connecticut, 1919
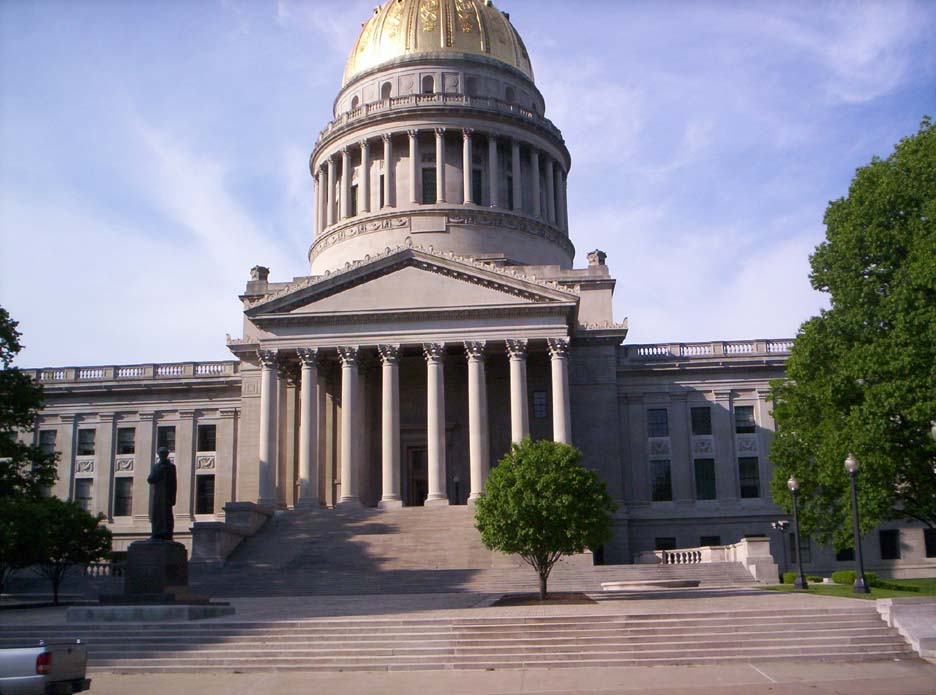
Capitolio de Virginia Occidental, 1932